# Дивисадеро
Улица „Дивисадеро“ (на английски: Divisadero) е основна двупосочна улица в Сан Франциско, която пресича около 1/3 от града. Има северно-южна насоченост и се намира в североцентралната част на Сан Франциско. Между двупосочното движение има изграден пътен остров. Тя е продължение на ул. „Кастро“ в северна посока в града и достига на север до бул. „Марина“ на Санфранциския залив. На Дивисадеро са разположени множество стопански обекти: магазини, ресторанти, кафета, фирми и други. Пресича множество основни пътища в Сан Франциско като Бродуей, Ломбард, Калифорния и Гийри.